# 圣维多圣殿 (门兴格拉德巴赫)
圣维多圣殿 是一座古老的本笃会修道院,位于德国 北莱茵-威斯特法伦州杜塞尔多夫行政区 门兴格拉德巴赫  ，1973 年由教宗保罗六世升格为宗座圣殿。